# Beli potok (Sevnična)
Beli potok je potok, ki izvira na severnih pobočjih gore Bohor v Posavju in je izvorni pritok potoka Sevnična. Ta se nato v naselju Sevnica kot levi pritok izliva v reko Savo.